# Нечкино (Удмуртия)
Не́чкино — село в Сарапульском районе Удмуртии, административный центр сельского поселения Нечкинское.

## География
Село располагается в юго-восточной части Удмуртии на правом берегу реки Камы, в 41 км к юго-востоку от центра города Ижевска и в 20 км к северу от Сарапула.

## Население
| 2010 | 2012  |
| ---- | ----- |
| 1070 | ↘1063 |

Национальный состав
Согласно результатам переписи 2002 года, в национальной структуре населения русские составляли 90% из 1067 человек.

## История
Село Нечкино (Ильинское) упоминается в «Писцовой книге Казанского уезда» 1647—1656 годов:
Село Ильинское, Нечкино то ж, на реке на Каме и на речке Крюковке: крестьянские пашни паханые и с лесными розчистми мерою пятнатцать длинников, тритцать поперечников, итого четыреста пятьдесят десятин в поле, а в дву по тому ж. И с тем, что в тех же полях пашут вопче и врозни полосами деревни Нечкины крестьяне, пятьдесят десятин в поле, а в дву по тому ж. Того ж села деревня Нечкина за рекою Камою против села Ильинского: пашни мерою шесть длинников, четыре поперечника, итого дватцать четыре десятины в поле, а в дву по тому ж, опричь той пашни, что под селом Ильинским пашут тое ж деревни Нечкины крестьяне.
В 1780 году — в Сарапульском уезде Вятского наместничества (с 1796 года — Вятской губернии).
С 2006 года Нечкино является административным центром муниципального образования «Нечкинское».

## Религия
В селе действует Богоявленская церковь Сарапульской епархии Русской православной церкви.